# コロリンパ2 アンソニーと金色ひまわりのタネ
『コロリンパ2 アンソニーと金色ひまわりのタネ』は、ハドソンより2009年8月6日に発売されたWii用ゲームソフト。

## 概要
Wiiリモコンを傾けてステージを動かし、タマをゴールまで運ぶ前作のルールはそのままに、ストーリー性が付いたのが特徴。
前作では2人までだった対戦も4人までで出来るようになり、「ぶつかり判定」の設定もできるようになった。またチュートリアル、Wi-Fi対応、ステージエディット（ステージ作成にヌンチャク必須）、難易度選択等も可能。
今作ではWiiリモコン横持ちでの操作にも対応し、またバランスWiiボードにも対応している（バランスWiiボードは専用ステージのみ使用可能）。

## プロローグ
「伝説の金色ひまわりのタネ」を探しにとある地にやってきたアリのアンソニー一行。金色ひまわりのタネは「キリカブしんでん」に隠されていることを知るが、そのキリカブしんでんは約1000年前に破壊されて無くなっていた。しかし、アンソニーは神殿の扉に「古代アリ文字」で「金色ひまわりのタネを手に入れるには世界中のキリカブしんでんのパーツを集める必要がある」といった旨の内容が書かれていることに気付き、プレイヤーにキリカブしんでんのパーツ回収の協力を依頼する。